# Puig de les Roques
El puig de les Roques és una muntanya de 487 metres situada al municipi de Maçanet de Cabrenys, a la comarca catalana de l'Alt Empordà.